# Lisa Lercher
Lisa Lercher (* 13. Februar 1965 in Hartberg) ist eine österreichische Autorin.

## Leben
Lisa Lercher verbrachte Kindheit und Jugend in Mautern/Steiermark. Nach dem Besuch der Höheren Bundeslehranstalt für wirtschaftliche Berufe in Graz studierte sie ab 1984 Erziehungswissenschaften an der Universität Graz. Nach Abschluss des Diplomstudiums wurde sie 1992 zum Dr. phil. promoviert. Anschließend arbeitete sie in der Informationsstelle gegen Gewalt des Vereins Autonome Österreichische Frauenhäuser und als Lektorin an den Universitäten Wien, Klagenfurt und Graz. Seit 1995 ist Lercher im Bundesdienst tätig.
Nach einigen Fachpublikationen zu ihrem langjährigen Arbeitsschwerpunkt Gewalt in der Familie veröffentlichte Lercher 2001 ihren ersten Kriminalroman Der letzte Akt. Es folgten weitere Romane und Kurzkrimis in Anthologien. Lercher ist Mitglied der AIEP (Asociacion International de Escritores Policiacos),. Sie war von 2007 bis 2016 Mitglied der Autorengruppe deutschsprachige Kriminalliteratur – Das Syndikat.

## Werke

### Kriminalromane
- 2018 Jenseits auf Rezept. Haymonverlag, Innsbruck-Wien, ISBN 978-3-7099-7898-6
- 2015 Faule Marillen. Haymonverlag, Innsbruck-Wien, ISBN 978-3-7099-7834-4
- 2013 Mord im besten Alter. Haymonverlag, Innsbruck-Wien, ISBN 978-3-85218-949-9
- 2010 Zornige Väter. Milena Verlag, Wien, ISBN 978-3-85286-196-8
- 2006 Die Mutprobe. (2. Auflage 2010), Milena Verlag, Wien, ISBN 978-3-85286-146-3
- 2004 Ausgedient. Milena Verlag, Wien, ISBN 978-3-85286-125-8
- 2002 Der Tote im Stall. Milena Verlag, Wien, ISBN 978-3-85286-103-6
- 2001 Der letzte Akt. Milena Verlag, Wien, ISBN 978-3-85286-094-7

### Kurzkrimis
- 2024 Keksiade. In: Ich will brennen. medimont verlag, Dasing, ISBN 978-3-933011-76-3
- 2023 Beste Freundinnen. In: MordsZeit 2. Carina-Verlag, Wien, ISBN 978-3-903161-60-3
- 2021 Zahltag. In: Tatort Marktamt. Falter Verlag, Wien, ISBN 978-3-85439-696-3
- 2017 Mörderisch gute Gelegenheiten: Krimi-Kurzgeschichten. Haymon Verlag, Innsbruck, ISBN 978-3-7099-3793-8
- 2016 Die Tatort-Fini hat einen Verdacht. In: Tatort Gemeindebau. Falter Verlag, Wien, ISBN 978-3-85439-573-7
- 2015 Das Versprechen. In: Wer mordet schon in der Steiermark. Gmeiner Verlag, Meßkirch, ISBN 978-3-8392-1775-7
- 2015 Heimkehr. In: Harte Bandagen. Die Mumien-Anthologie. p.machinery Michael Haitel, Murnau, ISBN 978-3-95765-035-1
- 2015 Mit Ablaufdatum. In: Tatort Naschmarkt. Falter Verlag, Wien, ISBN 978-3-85439-529-4
- 2014 Stürmische Tage. In: Tatort Heuriger. Falter Verlag, Wien, ISBN 978-3-85439-507-2
- 2013 Aktion Nebenwiderspruch. In: Ihr nennt uns Menschen? Wartet noch damit. Linkes Wort am Volksstimmefest 2012. Globus Verlag, Wien, ISBN 978-3-9502669-8-6
- 2013 Am großen Schotter. In: Tatort Würstelstand. Falter Verlag, Wien, ISBN 978-3-85439-491-4
- 2012 Kurzer Prozess. In: Tatort Prater. Falter Verlag, Wien, ISBN 978-3-85439-474-7
- 2012 Kurzkrimis für Eilige. In: versaut. DUM (Das ultimative Magazin), Nr. 64/2012, Krems[2]
- 2012 Im Tal der Königin. In: Donauweiber. Edition Aramo, Krems, ISBN 978-3-9503432-1-2
- 2012 Heimkehr. In: Netzzeitschrift Evolver[3]
- 2011 Eigentor. In: Tatort Kaffeehaus. Falter Verlag, Wien, ISBN 978-3-85439-456-3
- 2010 Herb im Abgang. In: Gemischter Satz. echomedia Verlag, Wien, ISBN 978-3-902672-26-1
- 2009 Veilchen im Moos. Ein Erfahrungsbericht. In: Schöne Versager. Ratgeber und Handbuch fürs Versagen & die innere Schönheit. Edition Aramo, Krems, ISBN 978-3-9502485-3-1
- 2008 besser tot als nie. Milena Verlag, Wien, ISBN 978-3-85286-163-0
- 2007 Geburtstagsfreuden. In: Schuhe. Edition Aramo, Krems, ISBN 978-3-9502029-6-0
- 2006 Semifinale. In: Spiele. Podium 139/140, Wien, ISBN 3-902054-40-9
- 2006 Du sollst nicht töten. Oder?. In: Mein Kreuz am Sonntag. Eine katholische Bestandsaufnahme. Teil 2. Edition Aramo, Krems, ISBN 978-3-9502029-4-6
- 2006 IsDinL. In: Tatort Internet. Wieser Verlag, Klagenfurt/Celovec, ISBN 978-3-85129-636-5
- 2006 Schatten der Vergangenheit. In: Mörderisch unterwegs. Milena Verlag, Wien, ISBN 978-3-85286-145-6
- 2006 Erni, 43, sucht. In: verliebt, verlobt, ver…". Liebesg'schichten und Heiratssachen. Edition Aramo, Krems, ISBN 978-3-9502029-5-3
- 2005 Der Radfahrer. In: Mein Akt am Dienstag. Edition Aramo, Krems, ISBN 978-3-9501852-3-2
- 2005 Irish Stew mit Beans. In: Fest Essen. Rezepte von Autorinnen. Milena Verlag, Wien, ISBN 978-3-85286-133-3
- 2005 Dumm gelaufen. In: Über die Blödheit. Edition Aramo, Krems, ISBN 978-3-9502029-1-5
- 2005 Liebe glaubt alles, hofft alles …. In: An der öden, lauen Donau. Edition Aramo, Krems, ISBN 978-3-9502029-0-8
- 2004 Hannahs Oma. In: Mein Mahl am Donnerstag. Edition Aramo, Krems, ISBN 978-3-9501852-2-5
- 2004 Entscheidungsmatch. In: Tatort Wien. Milena Verlag, Wien, ISBN 978-3-85286-124-1
- 2002 Zweite Flitterwochen. In: Mein Mord am Freitag. Edition Aramo, Krems, ISBN 978-3-934429-96-3
- 2002 In letzter Konsequenz. In: Roter Klee. Verlag Ulmer Manuskripte, Albeck bei Ulm, ISBN 978-3-934869-02-8
- 2001 Frauenstammtisch. In: Viechereien. Milena Verlag, Wien, ISBN 978-3-85286-088-6

### Verfilmungen
- 2010 Die Mutprobe. Filmtitel: Die Mutprobe. Regie: Holger Barthel

### Übersetzungen
- 2012 „The Women's Table“. In: Noir Nation No. 2. International Crime Fiction, USA. Translation by Mary Tannert.[4]
- 2011 Forty-three-year-old woman seeking…. In: World Literature Today. The University of Oklahoma, Norman, Oklahoma, USA. Translation by Laura Ackerman.[5]

## Auszeichnungen und Nominierungen
- 2012 Gewinnerin des Literaturwettbewerbs Harte Bandagen der Netzzeitschrift Evolver mit Heimkehr.[3]
- 2006 Finalistin des Kärntner Krimipreises 2006 mit dem Kurzkrimi IsDinL.[6]
- 2004 Gewinnerin des Schreibwettbewerbs des Nationalpark Purkersdorf mit der Kriminalerzählung Maiglöckchen und Buschwindröschen.
- 2004 Nominierung für den Frauenkrimipreis der Stadt Wiesbaden mit dem Kriminalroman Ausgedient.
- 2003 Josef-Luitpold-Stern-Förderungspreis für die Kurzgeschichte Neue Zeiten.